# Добронравова, Елена Борисовна
Елена Борисовна Добронра́вова (1932—1999) — советская драматическая актриса МАДТ имени Е. Б. Вахтангова. Заслуженная артистка РСФСР (1968).

## Биография
Родилась 21 июля 1932 года. Родители — артисты МХАТа Борис Георгиевич Добронравов (1896—1949) и Мария Юльевна Добронравова (1900—1964). Драматической актрисой была и родная тётя — Елизавета Георгиевна Алексеева (1901—1972), актриса театра Вахтангова.
Юная Елена по семейной традиции стала драматической актрисой. В 1950 году, после окончания школы с золотой медалью, поступила в Школу-студию имени Вл. И. Немировича-Данченко при МХАТе, где проучилась два года (1950—1952), а затем, после скандала с отчислением, перешла в Театральное училище имени Б. В. Щукина при Вахтанговском театре, которое окончила в 1954 году, педагог А. А. Орочко (на одном курсе с Е. Добронравовой учились Григорий Абрикосов, Юлиан Панич, Леонид Сатановский, Антонина Дмитриева, Александр Шворин).
По окончании училища в 1954 году была принята в театр Вахтангова, на ту же сцену, где работала её родная тётя Елизавета Алексеева, им часто приходилось играть вместе. В театре актриса сразу была задействована во многих спектаклях. Кроме того, на неё тут же обратили внимание кинорежиссёры, и она стала сниматься в кино.
Наталия Белохвостикова, снимавшаяся с Еленой в последнем ее фильме «Тегеран-43», говорила о ней так:
Она была удивительно интеллигентной, тонкой образованной женщиной и безумно красивой, но тени великих родителей для детей тяжелы. Это не значит, что они менее талантливы, но у нее не было разгона, не было возможности ударной ролью доказать это.
На сцене театра Вахтангова актриса проработала с 1954 года до конца жизни.
Умерла 24 января 1999 года. Похоронена в Москве на Новодевичьем кладбище (участок № 2) рядом с родителями.

## Семья
Отец — Борис Георгиевич Добронравов (1896—1949), артист МХАТа. Похоронен в Москве на Новодевичьем кладбище (участок № 2).
Мать — Мария Юльевна Добронравова (в девичестве Стеггер, 1900—1964), артистка МХАТа. Похоронена в Москве на Новодевичьем кладбище (участок № 2) рядом с мужем.
Муж — Эдуард Юрьевич Шим (1930—2006), советский и российский писатель, драматург, сценарист и поэт-песенник. В разводе.
Детей нет.
В юности встречалась с Никитой Подгорным (1931—1982), советским актёром театра и кино. Поддерживала дружеские отношения с актерами Григорием Андреевичем Абрикосовым, Олегом Ивановичем Борисовым и Василием Семёновичем Лановым.

## Творчество

### Роли в театре
- 1952 — «Два веронца» Шекспира — Урсула
- 1954 — «Человек с ружьём» Н. Ф. Погодина — Катерина
- 1956 — «Фома Гордеев» М. Горького — Саша
- 1957 — «Город на заре» А. Н. Арбузова — Хор
- 1958 — «Гамлет» Шекспира — Офелия
- 1962 — «Живой труп», Л. Н. Толстого — Саша
- 1963 — «Принцесса Турандот», возобновление. Режиссёр: Р. Н. Симонов — Рабыня
- 1965 — «Насмешливое моё счастье» Л. А. Малюгина — Ольга Леонардовна Книппер-Чехова
- 1968 — «Дети солнца» М. Горького — Елена Николаевна
- 1971 — «Антоний и Клеопатра» Шекспира — Октавия, сестра Цезаря и жена Антония
- 1976 — «Лето в Ноане» Я. Ивашкевича. Режиссёр: Аугуст Ковальчик — мадемуазель де Розьер
- 1980 — «Великая магия» Эдуардо де Филиппо. Режиссёр: Алексей Кузнецов — Роза
- 1983 — «Анна Каренина» по роману Л. Н. Толстого — княгиня Бетси Тверская

Также среди ролей: «Господа Глембаи» — баронесса Шарлотта Кастелли-Глембай, «После разлуки» — Антонина, «Иркутская история» — вторая любовь Сердюка, «Коронация» — Нина.

### Роли в кино
- 1954 — Большая семья — Катя Травникова
- 1956 — Триста лет тому… — Соломия
- 1958 — Город зажигает огни — Валя Острогорская
- 1959 — Золотой эшелон — Надя
- 1962 — Завтрашние заботы — Агния
- 1965 — Рабочий посёлок — Фрося Мехотнёва
- 1966 — Их знали только в лицо — Вильма Мартинелли
- 1967 — Курьер Кремля — Мария Александровна Шапорина
- 1968 — Портрет Дориана Грея — герцогиня
- 1968 — Щит и меч. — Фильм первый: «Без права быть собой» — глухонемая с собачкой
- 1969 — Обвиняются в убийстве — мать Васина
- 1969 — Повесть о чекисте — Нина Савина, школьная подруга Крафта
- 1970 — Миссия в Кабуле — миссис Флетчер-Жданович Елена
- 1972 — Командир счастливой «Щуки» — Светлана Ивановна Веденина, главный инженер плавбазы
- 1974 — Москва, любовь моя — Елена Николаевна
- 1975 — Насмешливое моё счастье — Ольга Леонардовна Книппер-Чехова
- 1976 — Здесь мой причал — Анна Сергеевна
- 1978 — Лето в Ноане — мадемуазель де Розьер
- 1979 — Этот фантастический мир. — Выпуск второй: «Янки при дворе короля Артура» (фильм-спектакль) — королева
- 1980 — Антоний и Клеопатра — Октавия, сестра Цезаря и жена Антония
- 1980 — Великая магия — Роза
- 1980 — Мелодия на два голоса — работница ЗАГСа
- 1980 — Тегеран-43 — мадемуазель Эраль, секретарь Легрэна

## Награды
- Елена Борисовна является лауреатом Каннского кинофестиваля 1955 года в номинации «Лучший актёрский ансамбль» за фильм «Большая семья»[5].
- Заслуженная артистка РСФСР (1968)
- Медаль «В память 850-летия Москвы»